# Mickey
Mickey er et drengenavn, der stammer fra engelsk. Det findes i en langt række varianter, herunder Mickei, Micki, Micky, Mikey og Miki.

## Kendte personer med navnet
- Micky Dolenz, amerikansk musiker.
- Micky Green, australsk popsangerinde.
- Micky Skeel Hansen, dansk skuespiller.

## Navnet anvendt i fiktion
- Mickey Mouse, tegnefilm- og tegneseriefigur.

## Statistik
| Navn   | 1.1. 2013 | Ændring fra 2012 | Note    |
| ------ | --------- | ---------------- | ------- |
| Mickey | 479       | +7               | Mænd    |
| Mickei | 16        | 0                |         |
| Micki  | 292       | +2               |         |
| Micky  | 83        | +1               |         |
| Mikey  | 29        | +1               |         |
| Miki   | 220       | +7               | mænd    |
| Miki   | 17        | +5               | kvinder |